# هفت‌کول
هَفت‌کول درختچه‌ای است که در جنگل‌های شمالی ایران تا ارتفاع ۲۶۰۰ گزی دیده می‌شود.
نام‌های دیگر آن زین‌دار، گرمه‌شو، پلدخور و فحرا است.